# Ubier
Ubierne var en germansk stamme, der omkring kristi fødsel boede i et område, der er beliggende på centrale del af floden Rhinen og syd for Teutoburgerskoven. Ubierne var venligt stemte over for romerne og fik derfor lov til at slå sig ned ved den vestlige grænse til romersk territorium. Det skabte, ifølge Tacitus, dem fjender blandt de andre germanske stammer. Efter Julius Cæsar i 51 f.Kr. besejrede gallerne og tyskerne, blev ubierne sammen med andre romersk-venlige germanske stammer flyttet til området vest for Rhinen. Tanken med dette var, at de skulle blive romaniseret og blive lejesoldater, som kunne tjene som barriere mod andre tyskere. Dette ser ud til at have fungeret meget godt og ubierne blev sidenhen en del af det romersk-galliske folk.